# Linda Ronstadt

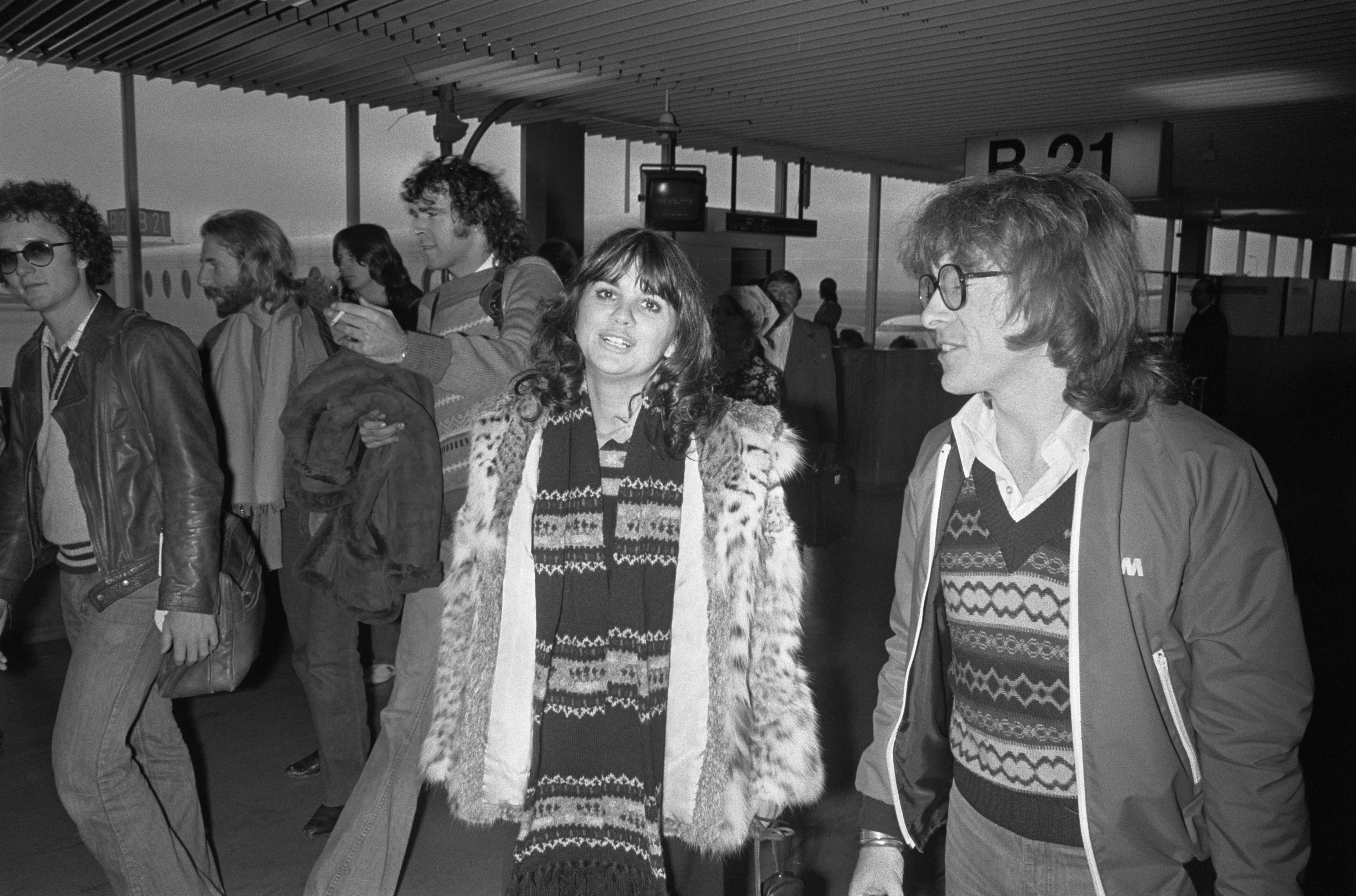
Linda Ronstadt en el aeropuerto de Ámsterdam-Schiphol (1976).

Linda Maria Ronstadt (Tucson, Arizona; 15 de julio de 1946) es una cantante de música popular estadounidense. Ha ganado once premios Grammy, tres American Music Award, un Emmy y ha sido candidata al Tony y al Globo de Oro, y sus álbumes han recibido múltiples certificaciones de oro, platino y multiplatino en el mundo. En el 2014 fue incluida al Salón de la Fama del Rock and Roll y recibió la Medalla Nacional de las Artes.
Durante su carrera, Ronstadt ha lanzado cerca de 30 álbumes de estudio y 15 recopilaciones. Ingresó a lista de éxitos Billboard Hot 100 en 38 ocasiones: 21 de ellas al top 40, 10 al top 10, tres al segundo puesto y una vez hasta la cima con «You're No Good» en 1974. Su canción «Don't Know Much» a dúo con el cantante Aaron Neville la devolvió a la cima de las listas de éxito en el mundo en 1989, y su álbum de música ranchera Canciones de mi Padre la convirtió en una figura promisoria en la escena musical mexicana, con la canción «Y Ándale» siendo la de mayor difusión. Su autobiografía Simple Dreams: A Musical Memoir salió al mercado en 2013 y fue incluida por The New York Times en su lista de «best-sellers».
Ronstadt ha colaborado con artistas de diversos géneros y tendencias musicales como: Bette Midler, Billy Eckstine, Frank Zappa, Rosemary Clooney, Flaco Jiménez, Philip Glass, Warren Zevon, Emmylou Harris, Gram Parsons, Dolly Parton, Neil Young, Johnny Cash, y Nelson Riddle. Apareció en más de 120 producciones discográficas y logró vender más de 100 millones de discos, siendo una de las artistas de mayores ventas de la historia. Su voz fue calificada por el editor de Jazz Times Christopher Loudon como «posiblemente una de las más valiosas de su generación».
Tras finalizar su última gira de conciertos en 2009, Ronstadt se retiró en 2011. Se le diagnosticó la enfermedad de Parkinson en 2012, la cual la dejó incapaz de volver a cantar.

## Biografía
Linda Ronstadt es hija de padre de ascendencia alemana, mexicana y de una madre holandesa, descendiente de judíos ingleses. Su bisabuelo Frederick Augustus Ronstadt fue un inmigrante alemán de Hannover que se casó con una dama mexicano-estadounidense, con la cual tuvo varios hijos y mantuvieron parte de la cultura mexicana y europea, Su abuelo se llamaba Federico José María Ronstadt.
Cuando era una estudiante en la Arizona State University en Tempe, conoció al guitarrista Bob Kimmel. El dúo se mudó a Los Ángeles donde el guitarrista y cantautor Kenny Edwards se unió a la pareja. Con el nombre de The Stone Poneys, el grupo se convirtió en una atracción taquillera en el circuito de folk de California, grabando su primer álbum en 1967. Entró por primera vez en las listas en 1967 con un sencillo como la voz principal de los Stone Poneys con la canción, "Different Drum" escrita por el miembro de The Monkees, Michael Nesmith. Su primer éxito como solista vino en 1970 con su sencillo "Long, Long time". Consiguió su mayor éxito comercial durante la década de 1970 con una cadena de álbumes platino, al desligarse del sonido del country rock primario, para incluir rock más convencional, ocasionalmente versionando clásicos primarios de la década de 1950 y principios de la década de 1960.

## Influencias y versiones
Su éxito está relacionado con su propio talento y por la
influencia que obtuvo de artistas como:
Emmylou Harris, Dolly Parton, J.D. Souther, The Eagles, Andrew Gold, Kate and Anna McGarrigle, Paul Simon, Mark Goldenberg, Karla Bonoff, Aaron Neville, James Taylor, Warren Zevon, Maria Muldaur, Nicolette Larson y Elvis Costello. Su reputación a través de la década de 1970 la obtuvo trabajando con algunos de los músicos más respetados del rock contemporáneo y por tener su fuerte y propio sentido de la disciplina.
Algunos de sus éxitos mejor conocidos son versiones de canciones de: Zevon, Costello, Souther, the Rolling Stones, Mel Tillis, Tom Petty & the Heartbreakers, the Everly Brothers, George Jones, the Flying Burrito Brothers, Little Feat, Neil Young, the Miracles, Betty Everett y Buddy Holly and the Crickets.

## Trayectoria

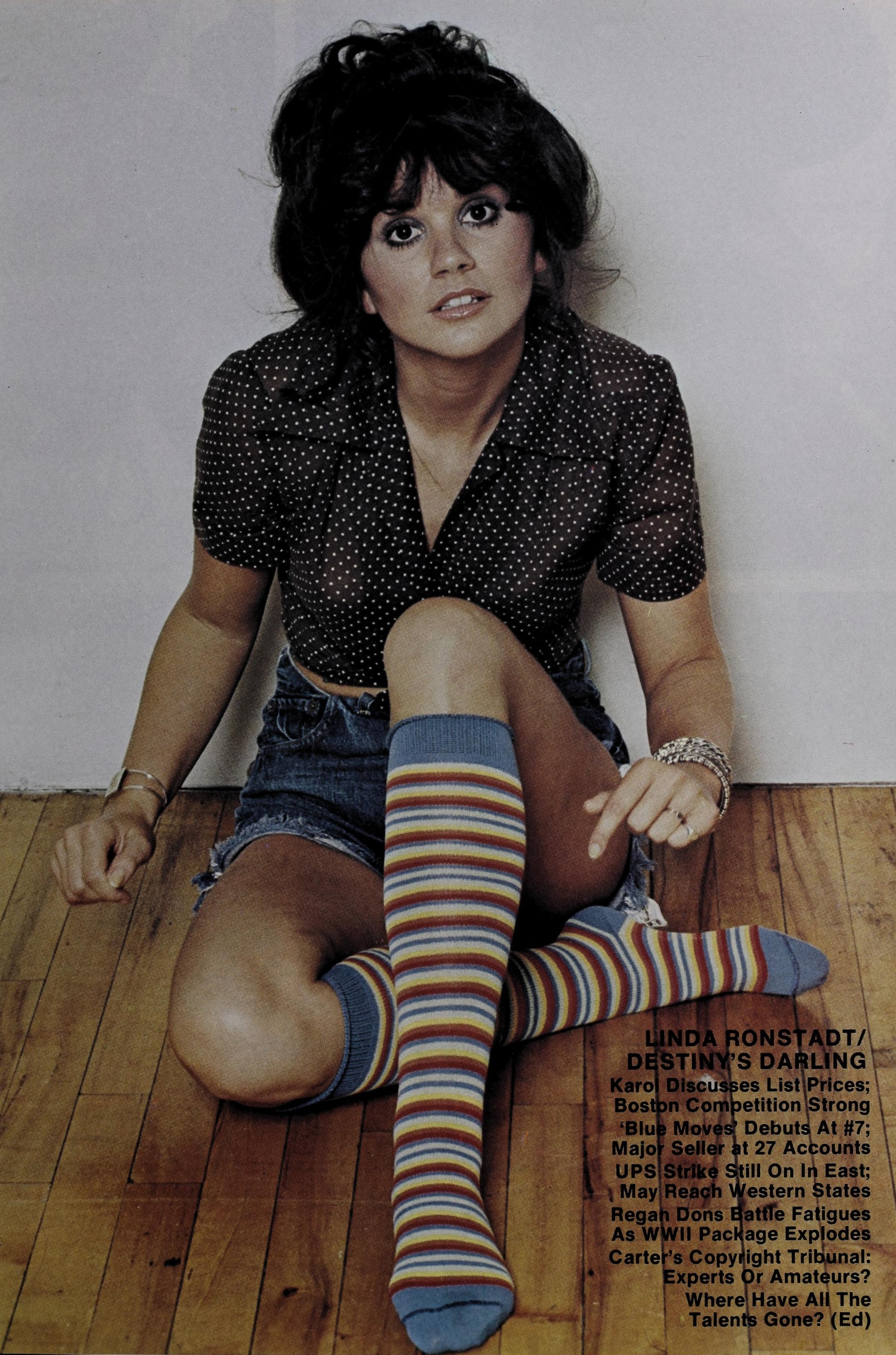
Linda Ronstadt en 1976.

Su trabajo con el productor Peter Asher desde 1974 hasta la década de 1980 resultó en un éxito comercial. A finales de la década de 1970 ya había obtenido ocho premios de oro y cuatro de platino. Frecuentemente se le mencionaba como "la mujer mejor pagada del rock" capaz de dirigir conciertos al aire libre, en ruedos que alojaban a miles de admiradores, a pesar de usar simples escenarios.
En 1977 apareció en la portada de la revista Time bajo el cartel "Torchy rock". Ha aparecido en la portada de la revista Rolling Stone 6 veces. Su éxito se vio propulsado al final de la década de 1970 por su relación con el entonces gobernador de California, Jerry Brown. Su romance se convirtió en el tema de muchos artículos de revista y en la portada de un semanario en 1979. En la década de 1980 tuvo una larga relación con el director George Lucas. A pesar de su asociación con varios hombres famosos a través de los años, nunca se casó, pero adoptó a dos niños.
A finales del 2005 ya había ganado 3 álbumes número 1 en la Billboard 200, un sencillo número 1 en la Billboard hot 100 los 10 mejores álbumes y los 10 mejores singles. Sus álbumes grabados en estudio de mayor venta son: su tirada de 1977 de Simple Dreams, el conjunto What's new y su tirada de 1989 de "Cry Like a Rainstorm, Howl Like the Wind" cada una premiada por la Recording Industry Association of America por haber vendido 3 millones de unidades. Su álbum de mayor ventas de todos los tiempos es la compilación "Greatest hits" de 1976, premiada siete veces con platino en el 2001. Además ha sido premiada por la RIIA por los 30 millones de copias de sencillos y álbumes vendidos, y ha ganado 10 premios Grammy en estilos como: pop, country, música latina, tropical y mexicano-estadounidense. Reside en una urbanización al noroeste de Tucson (Arizona) conocida como SweetWater.

## Éxito y fama
El año de despegue fue 1974, cuando grabó una serie de éxitos comenzando con el sencillo "You're no good" seguido por When Will I Be Loved, Heat Wave, That'll Be the Day, y It's So Easy. Alcanzó el número 1 en las listas de Billboard magazine en 1974, con su álbum Heart Like a Wheel, seguido con el álbum número 1 Simple Dreams en 1977 y Living in the U.S.A. en 1978. En 1980 lanzó un álbum de versiones new wave de artistas como Elvis Costello y The Cretones, un álbum que entró en la Billboard album charts en los 5 principales su primera semana y continuó su racha de éxitos con Hurt So Bad, How Do I Make You, y I Can't Let Go".
En adición a los éxitos pop-rock, recibieron bastante atención de la crítica su popular versión del éxito de Roy Orbison, Blue Bayou y los duetos con Aaron Neville. Su larga carrera de cantante se había llenado con una ecléctica mezcla de grabaciones, incluyendo estilos de Big Band, rancheras mexicanas, un álbum de música latina, un álbum de Música country de los viejos tiempos y un álbum de clásicos de rock. La grabación de 3 álbumes de estándares pop con Nelson Riddle ayudó a iniciar un renacimiento de esa forma entre el público más joven a principios y mediados de la década de 1980.
Después de aparecer en la movida de Broadway en 1983, coprotagonizó con Kevin Kline y Angela Lansbury el filme "The Pirates of Penzance", una película basada en una opereta de Gilbert y Sullivan.
En 1987 ella, Dolly Parton y Emmylou Harris grabaron su tan esperado álbum "Trio", el cual habían concebido hacía 10 años, según la opinión de la crítica. El álbum ganó un Grammy y engendró 4 singles top-ten del country, el cual continuaron con un segundo álbum "Trio 2" en 1999.
Mostrando de nuevo su versatilidad, en 1996 grabó Dedicated to the One I Love, un álbum de música para niños. En una carrera de cuatro décadas, ha grabado más de cuarenta álbumes, el último con el retorno a sus raíces con baladas pop-rock.

### Registro vocal
Se aprecia que es una soprano de coloratura. Su nota más alta en voz plena es un Sol sostenido 5 mostrado en vivo en la canción “Tumbling Dice”, su nota más baja podría ser un Do sostenido 3 y su nota más alta con voz de cabeza es un Mi bemol 6 en la canción “Poor Wandering One”.

## Controversia
El 18 de julio de 2004 en una actuación en el "Aladdin Casino", Las Vegas, alabó a Michael Moore y su película documental "Fahrenheit 9/11". Algunos miembros de la audiencia se marcharon, arrancaron carteles, lanzaron bebidas y pidieron que Linda fuese retirada del escenario. Informes iniciales indicaron que el gerente de Aladdin, Bill Timmins, la escoltó afuera de las instalaciones, sin darle ni siquiera la oportunidad de recoger sus pertenencias, y aseguró que mientras él dirigiese el casino no volvería a ser bienvenida. Al mismo tiempo, se informó que los gritos enfadados y mofas fueron superpuestos por felicitaciones y gente aplaudiendo. De todos modos, ella dice que los informes de los medios fueron ambiguos, pues no le pareció ver a nadie lanzando bebidas, que no la escoltaron afuera del recinto y que no fue sino hasta más tarde que comprendió que la dirección del Aladdin se había enojado.

No sabía que se habían cabreado conmigo hasta que nos fuimos y no supe por qué se habían enfadado hasta una hora después, cuando aparentemente llamaron a uno de los que viajaba con nosotros y le dijeron, está hablando de Michael Moore y éste es un lugar de entretenimiento sin política.

Fue publicado en Las Vegas Review-Journal, que no estaba satisfecha de su actuación y que esperaba haberlos enojado lo suficiente como para no volver.
El Aladdin está bajo procedimientos de quiebra; de todos modos Robert Earl de Planet Hollywood, la compañía que se hará cargo de controlar los intereses de Aladdin cuando emerja de la protección por quiebra, dijo que le gustaría ver a Moore y a Ronstadt en el escenario del Aladdin cantando America The Beautiful.

## Salud
Hacia 2005 las cuerdas vocales de Linda comenzaron a fallar, poco a poco fue perdiendo la capacidad para cantar. En agosto de 2013 reveló en entrevista a AARP Magazine que ha sido diagnosticada con el mal de Parkinson lo que le impedirá cantar más, así que tomó la decisión de retirarse.

## Apariciones en la televisión
- Linda Ronstadt aparece en un capítulo de Los Simpson, "Don Barredora (LAT)"/"El Señor Quitanieves (ESP)" (Mr. Plow, en la versión original), en el cual realiza un anuncio de quitanieves con Barney Gumble.

## Discografía

### Álbumes de estudio
| - Hand Sown ... Home Grown (1969) - Silk Purse (1970) - Linda Ronstadt (1972) - Don't Cry Now (1973) - Heart Like a Wheel (1974) - Prisoner in Disguise (1975) | - Hasten Down the Wind (1976) - Simple Dreams (1977) - Living in the USA (1978) - Mad Love (1980) - Get Closer (1982) - What's New (1983) | - Lush Life (1984) - For Sentimental Reasons (1986) - Canciones de Mi Padre (1987) - Cry Like a Rainstorm, Howl Like the Wind (1989) - Mas Canciones (1991) - Frenesí (1992) | - Winter Light (1993) - Feels Like Home (1995) - Dedicated to the One I Love (1996) - We Ran (1998) - A Merry Little Christmas (2000) - Hummin' to Myself (2004) |

### Discos en vivo
- Live in Hollywood (2019)

### Duetos y tríos
- Trio (1987) (Emmylou Harris, Dolly Parton, and Linda Ronstadt)
- Trio II (1999) (Emmylou Harris, Dolly Parton, and Linda Ronstadt)
- Western Wall: The Tucson Sessions (1999) (with Emmylou Harris)
- Adieu False Heart (2006) (with Ann Savoy)
- The Complete Trio Collection (2016) (Emmylou Harris, Dolly Parton, and Linda Ronstadt)

### Álbumes compilatorios
| - Different Drum (1974) – The first compilation album of Ronstadt's work released by Capitol - Greatest Hits (1976) - A Retrospective (1977) - Greatest Hits, Volume 2 (1980) - 'Round Midnight (1986) – 2-CD set - The Linda Ronstadt Box Set (1999) – 4-CD set - The Very Best of Linda Ronstadt (2002) – Billboard n.º 19 Country Album | - Mi Jardin Azul: Las Canciones Favoritas (2004) - The Best of Linda Ronstadt: The Capitol Years (2006) – 2-CD set - Standards with Nelson Riddle Orchestra (2008) - The Collection (2011) – British 2-CD set - Duets (2014) - Just One Look: Classic Linda Ronstadt (2015) - Like A Rose: The Classic 1976 Broadcast Recording (2021) |

### Álbumes en español
- Canciones de Mi Padre (1987) - (English translation: "Songs of My Father") - Best Mexican-American Performance Grammy Award winner (1989)
- Mas Canciones (1991) - (English translation: "More Songs") - Best Mexican-American Album Grammy Award winner (1993)
- Frenesí (1992) - (English translation: "Frenzy") - Best Tropical Latin Album Grammy Award winner (1993)
- Mi Jardin Azul: Las Canciones Favoritas (2004) - Compilation (English translation: "My Blue Garden: The Favorite Songs")